# Jesús Chávez Carrera
General Jesús Chávez Carrera fue un militar mexicano que participó en la Revolución mexicana. 

## Maderismo
Nació en el Municipio de Piaxtla, Puebla el día 7 de agosto de 1881; fue hijo de Teófilo Chávez García y de Juana Carrera Quiñones. Cursó los primeros 2 años de estudio en la primaria de su escuela natal, pues, además de que la familia se disgustó con el profesor Serapio Fuentes, la situación familiar no era muy alentadora, por lo que se dedicó al campo. En su juventud le gustaba leer los acontecimientos políticos del país, como los del descontento contra Porfirio Díaz, por tal motivo, al saber del levantamiento maderista en contra de régimen se apresuró a organizar un levantamiento, que el 3 de marzo de 1911 se levantó en armas junto con 18 hombres armados, que al final se unieron al contingente de Felipe y Félix Guevara Vázquez, Rosendo Peláez, Onofre Nava y Cándido Cabrera, que no llegaron a destacar dentro del movimiento, por lo que Jesús Chávez Carrera se deslindó de los mismos y formó su propia tropa, saliendo hacia la ranchería de Ahuehuetlán donde se le unieron otros 15 hombres de caballería. En marzo ya contaba con 100 hombres armados, con este contingente movió sus fuerzas hacia Tlaxcoapan, donde se le unieron 100 soldados más, así pues, ya pudo desplazarse a Acatlán de Osorio y participar en la Toma de Acatlán. Al triunfo de la Revolución Maderista se concentró en Nochixtlán, Oaxaca, donde su tropa fue licenciada.

## Zapatismo
Tras el rompimiento de Francisco I. Madero y Emiliano Zapata se unió al Ejército Libertador del Sur, bajo las órdenes directas de Emiliano Zapata; operó en el estado de Guerrero, participando en los combates de Guadalupe y Huamuxtitlán. Tras el asesinato de Francisco I. Madero durante la Decena Trágica permaneció en la lucha defendiendo los postulados del Plan de Ayala; operó en el estado de Puebla pero también concurrió en la Toma de Chilpancingo y al sitio y toma de Cuernavaca; en julio y agosto de 1914. Durante el gobierno de la Convención de Aguascalientes combatió a los carrancistas en el estado de Puebla. El 10 de abril de 1919 fue uno de los 10 generales que acompañó al General Emiliano Zapata a la Hacienda de Chinameca, donde este último fue asesinado, en el acto se encontraban: Joaquín Caamaño, Prudencio Cazales "El Míster", Timoteo Sánchez, Adrián Castrejón Castrejón, Pioquinto Galis, Juan Lima y Jesús Chávez. Los mismos se batieron en la retirada pues Jesús Guajardo había colocado ametralladoras en las azoteas de la Hacienda, aunque en el acto, solo murió el asistente de Zapata, Agustín Cortés. Jesús Chávez también salvó al caballo de Emiliano Zapata “As de Oros” que días antes le había regalado Guajardo, y que ese día había montado, el caballo recibió siete balazos, pero al fin sobrevivió y Chávez se lo regaló al General Francisco Mendoza Palma.

## Ejército Mexicano
En 1920 se unió al Ejército Mexicano con motivo de la unificación revolucionaria y en 1921 se retiró del Ejército Mexicano para dedicarse al cultivo de una parcela que tenía en Cuautla. Fue presidente del Comité Distrital del Frente Zapatista de esa ciudad. Murió pasado 1980. 